# Foodómica

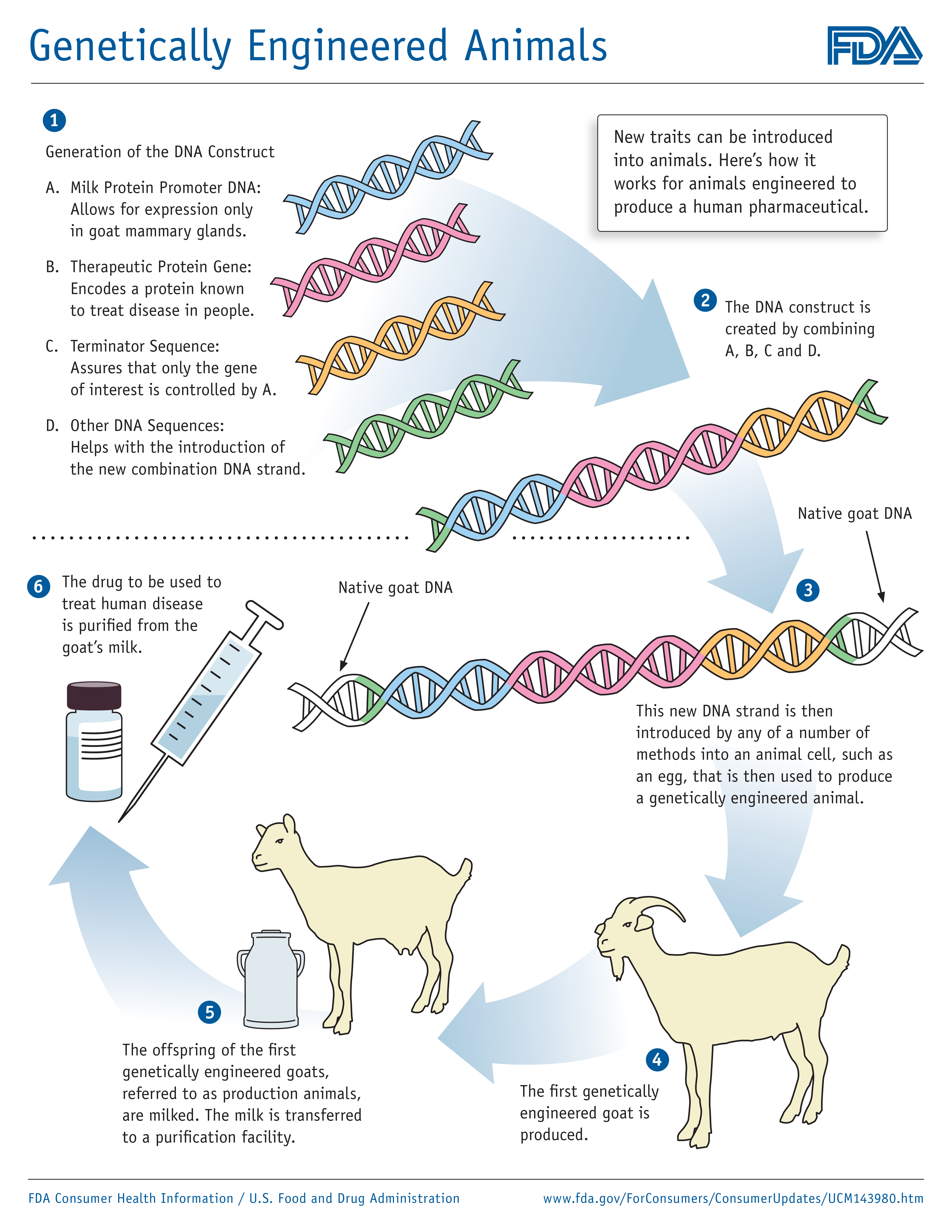
Animales genéticamente modificados

En 2009, se definió la foodomica o alimentómica como "una disciplina que estudia los dominios de la alimentación y la nutrición mediante la aplicación e integración de tecnologías avanzadas (ómicas) para mejorar el bienestar, la salud y el conocimiento del consumidor". La foodomica requiere la combinación de la química alimentaria, las ciencias biológicas y el análisis de datos.
La revista Analytical Chemistry, de la American Chemical Society, dedicó su portada a la foodomica en diciembre de 2012.
La Foodomica abarca, principalmente, el estudio de cuatro ciencias ómicas:
- Genómica, que implica la investigación del genoma y su patrón.[4]
- Transcriptómica, que explora un conjunto de genes e identifica la diferencia entre diversas condiciones, organismos, y circunstancia, mediante el uso de varias técnicas, incluyendo el análisis de microarray.[5]
- Proteómica, que abarca estudios de todo tipo de proteínas que es un producto de los genes. Cubre cómo funciona la proteína en un lugar particular, estructuras, interacciones con otras proteínas, etc.[6]
- Metabolómica, que incluye la diversidad química en las células y cómo afecta el comportamiento celular.[7]

## Ventajas de la foodómica
La foodómica supone, para los científicos, una enorme ayuda en el campo de la ciencia alimentaria y la nutrición para obtener un mejor acceso a los datos, que se utiliza para analizar los efectos de los alimentos en la salud humana, etc. Se cree que es otro paso hacia una mejor comprensión del desarrollo y la aplicación de la tecnología y los alimentos. Por otra parte, el estudio de los alimentos conduce a otras sub-disciplinas ómicas, incluyendo la nutrigenómica, que es la integración del estudio de la nutrición, los genes y la ómica.

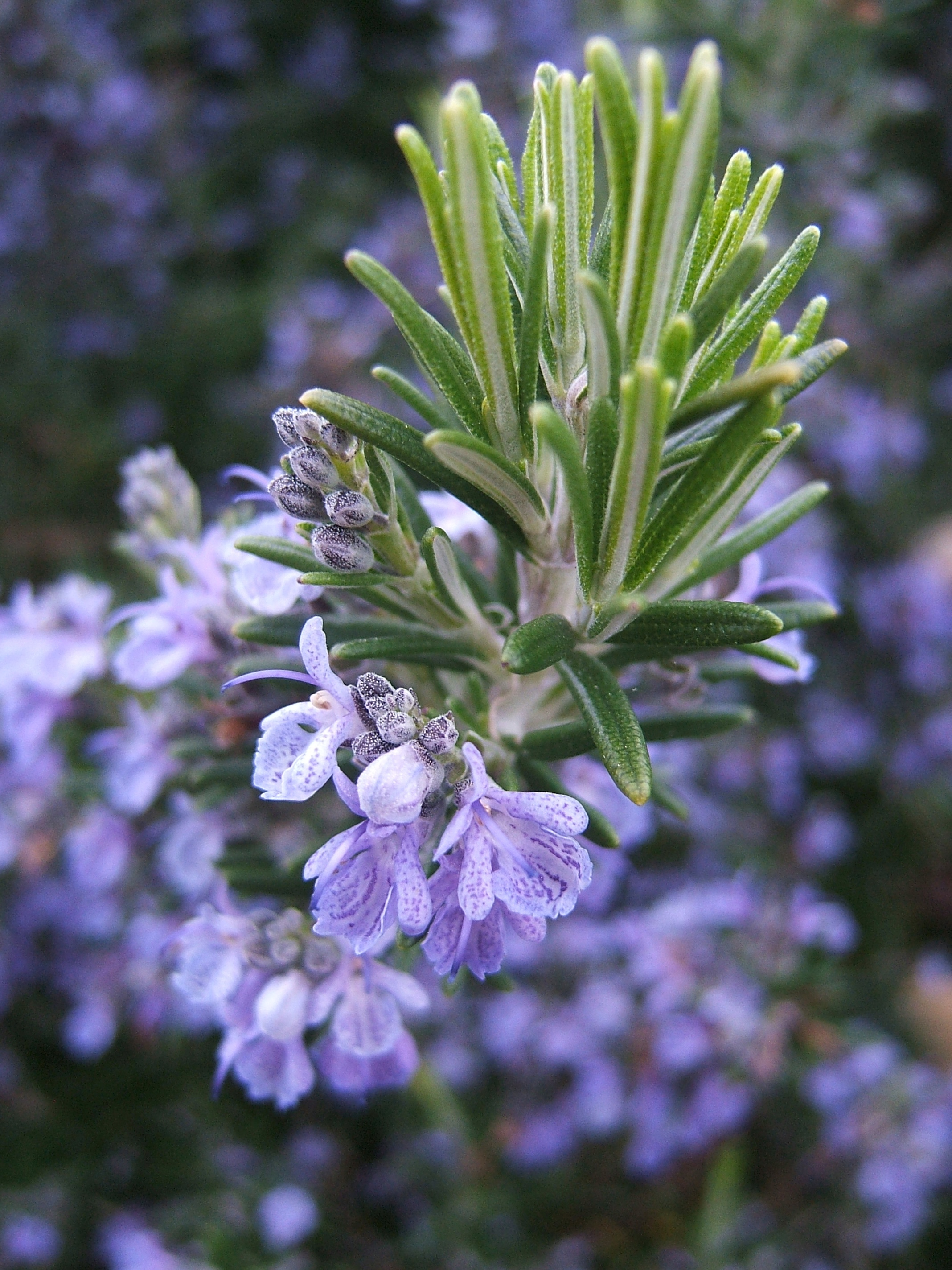
Romero

### Cáncer de colon
El enfoque de la foodómica se utiliza para analizar y establecer los vínculos entre varias sustancias presentes en el romero y la capacidad de curar las células del cáncer de colon. Hay miles de compuestos químicos presentes en el romero, pero los que son capaces de ayudar a curar esta enfermedad son el ácido carnósico (CA) y el carnosol (CS), que se puede obtener mediante la extracción de romero a través de fluidos supercríticos. Tienen el potencial de combatir y reducir la proliferación de células humanas de cáncer de colon HT-29.
El experimento realizado mediante la inserción de extractos de romero en ratones y recogiendo ARN y metabolitos de cada individuo controlado y tratado, indicó que existe una correlación entre los compuestos utilizados y el porcentaje de recuperación del cáncer. Sin embargo, esta información nunca es alcanzable sin la ayuda del conocimiento de los alimentos, ya que se utilizó para procesar datos, analizar estadísticas e identificar biomarcadores. La foodómica, junto con los datos transcriptómicos, muestra que el ácido carnósico conduce a la acumulación de un antioxidante, el glutatión (también llamado glutationa, GSH). Este compuesto químico puede descomponerse en cisteinilglicina, un dipéptido natural y un intermedio en el ciclo del γ-glutamilo. Por otra parte, el resultado de la integración de la foodómica, la transcriptómica y la metabolómica revela que la producción de compuestos de células de cáncer de colon, tales como la N-acetilputrescina, N-acetilcadaverina, 5'-MTA y ácido γ-aminobutírico, también pueden ser reducidos siguiendo un tratamiento basado en CA.
Así, la foodómica desempeña un papel importante a la hora de explicar la relación entre una enfermedad mortal, como el cáncer de colon, y los compuestos naturales existentes en el romero. Los datos obtenidos son útiles para darle otro enfoque a la hora de combatir la proliferación de las células cancerosas.

### Carne procesada
Además de medir la concentración de proteínas en la carne, calcular la biodisponibilidad es otra forma de determinar la cantidad total de componentes y la calidad. El cálculo se realiza cuando las moléculas alimentarias se digieren en varios pasos. Dado que la digestión humana es muy complicada, se utilizan una amplia gama de técnicas analíticas para obtener los datos, incluyendo el protocolo de los alimentos y una simulación estática in vitro de la digestión.

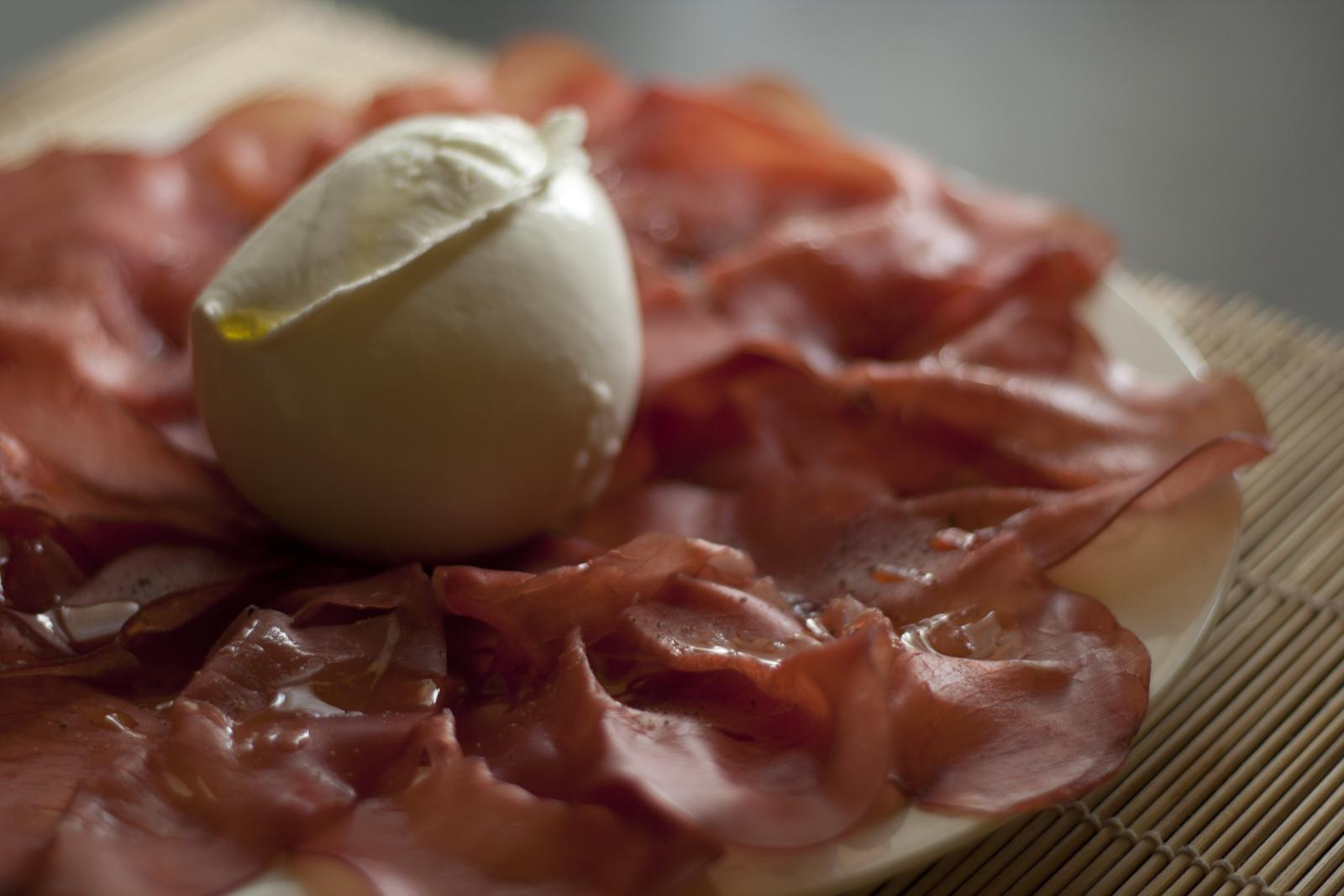
Bresaola o la carne seca al aire y salada. Está hecha de un solo músculo de carne de res.

El procedimiento se divide en 3 etapas a medida que las muestras se recogen de la digestión oral, gástrica y duodenal, con el fin de estudiar la digestibilidad de las proteínas de cerca y a fondo. Un alimento a base de carne, como la Bresaola, se evalúa debido a que los músculos de la carne de res todavía están intactos, lo que permite su utilización para indicar el valor nutricional.
Las consecuencias del paso oral se pueden observar al principio de la digestión gástrica, la primera etapa. Como no hay actividad proteolítica enzimática en esta etapa, el nivel de H-NMR, un espectro utilizado para determinar la estructura, sigue siendo constante porque no hay ningún cambio en curso. Sin embargo, cuando la pepsina entra en acción, la TD-NMR, una técnica especial utilizada para medir la población de agua móvil con solutos macromoleculares, revela que la separación progresiva de las fibras de carne ayuda a la actividad de la pepsina para digerir. Los datos TD-NMR prueban que la estructura en bolo cambia considerablemente durante la primera parte de la digestión y las moléculas de agua, por lo tanto, dejan los espacios dentro de las miofibrillas y los haces de fibra. Esto resulta en un bajo nivel de agua que se puede detectar en la etapa duodenal. Dado que la digestión está en curso, las moléculas de proteínas se hacen más pequeñas y el peso molecular disminuye, en otras palabras, hay un aumento en el área total del espectro.